# José Dolhem
Louis José Lucien Dolhem, född 26 april 1944 i Paris, död 16 april 1988 i Saint-Just-Saint-Rambert, var en fransk racerförare. 
Han var halvbror till och kusin med racerföraren Didier Pironi.

## Racingkarriär
Dolhem tävlade i formel 2 1972-1974 utan att glänsa. Han fick delta i tre formel 1-lopp för Surtees säsongen 1974. Dolhem lyckades dock bara kvalificera sig till ett lopp, USA:s Grand Prix 1974, vilket han bröt efter att hans stallkamrat Helmuth Koinigg omkommit tidigare i loppet. 
Dolhem fortsatte sedan köra i formel 2 sporadiskt 1976-1979. Han omkom i en flygolycka i närheten av Saint-Étienne 1988.